# Focaccia
Focaccia je italský pečený chlebový výrobek s těstem podobným pizze. Focaccia se ochucuje olivovým olejem, solí, někdy bylinkami a cibulí, sýrem a masem. Může se použít jako příloha k mnoha jídlům, základ na pizzu nebo jako sendvičový chléb.
Těsto na focacciu se podobá těstu na pizzu a je vyrobeno z mouky, oleje, vody, soli a droždí. Oproti pizze je ale v těstu na focacciu více kypřidel, takže focaccia více nakyne. Co se týče tvaru, foccaccia má čtvercový tvar mnohem častěji než pizza.
Pekaři často těsto propichují nožem, aby zamezili tvoření bublin na povrchu těsta. Obvyklou praxí je i vytváření důlků prstem do ještě nepečeného těsta. Na těsto se pak pro zachování vlhkosti nanese olivový olej, ještě před kynutím a pečením.
Existují různé regionální varianty, na severozápadě Itálie je například oblíbená sladká verze, focaccia dolce, která se skládá ze základního těsta lehce posypaného cukrem, nebo se přidají rozinky, med či jiné sladké přísady. Existují focaccia alla genovese (z Janova) nebo focaccia alla messinese, z Messiny. 
Další rozšířenou variantou je focaccia barese (nebo focaccia alla barese) z provincií Bari, Brindisi, Lecce a Taranto. Ta se obvykle připravuje ve třech variantách: klasická focaccia s čerstvými rajčaty a často také olivami, bramborová focaccia s 5 mm silnými bramborovými plátky a bílá focaccia se solí a rozmarýnem. Focaccia barese se vždy peče v kruhové formě, která je vymazaná velkým množstvím olivového oleje. Může být posypána strouhankou, která na chudém italském jihu nahrazuje parmezán.

## Galerie

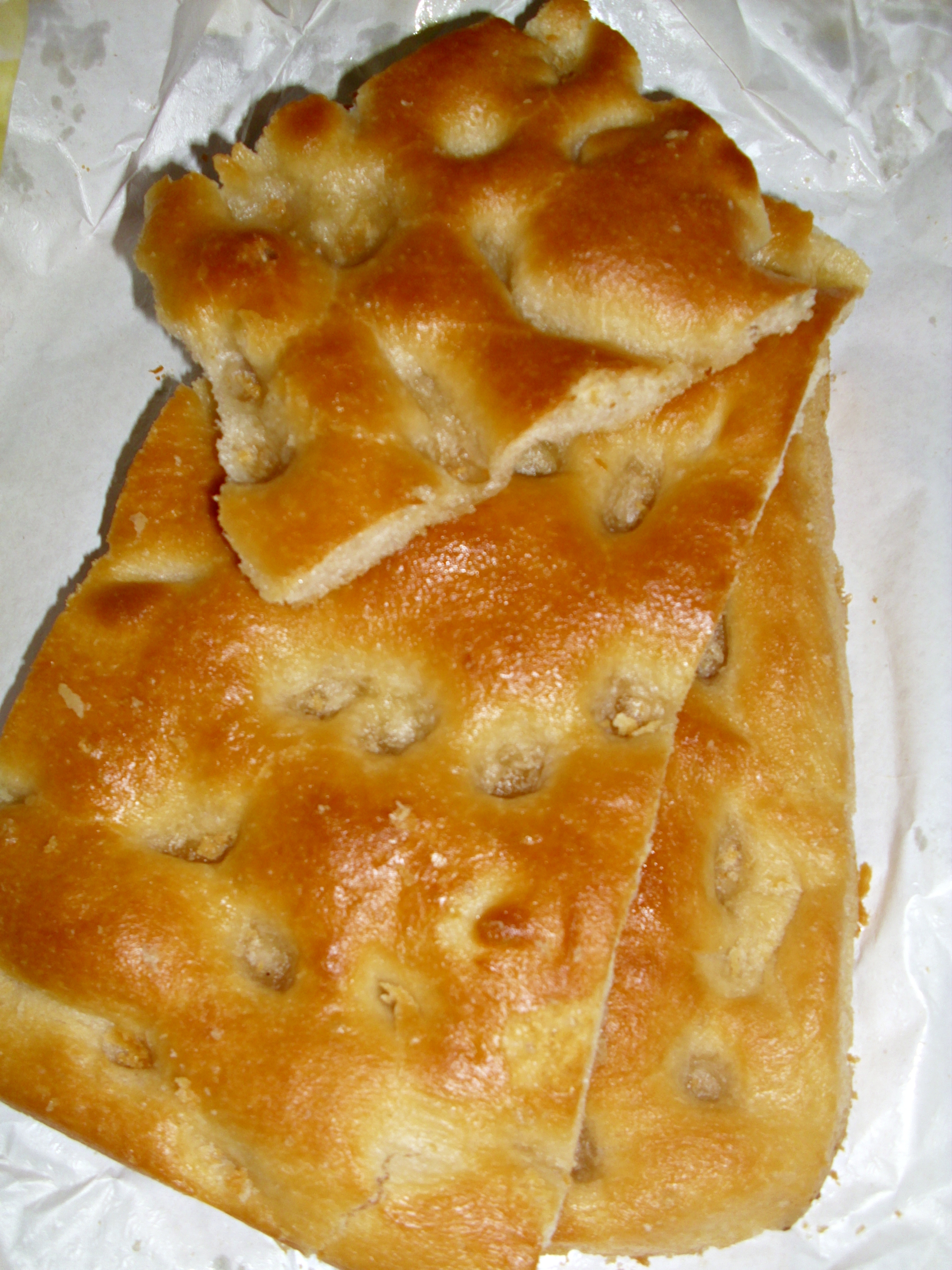
Focaccia genovese (janovská)
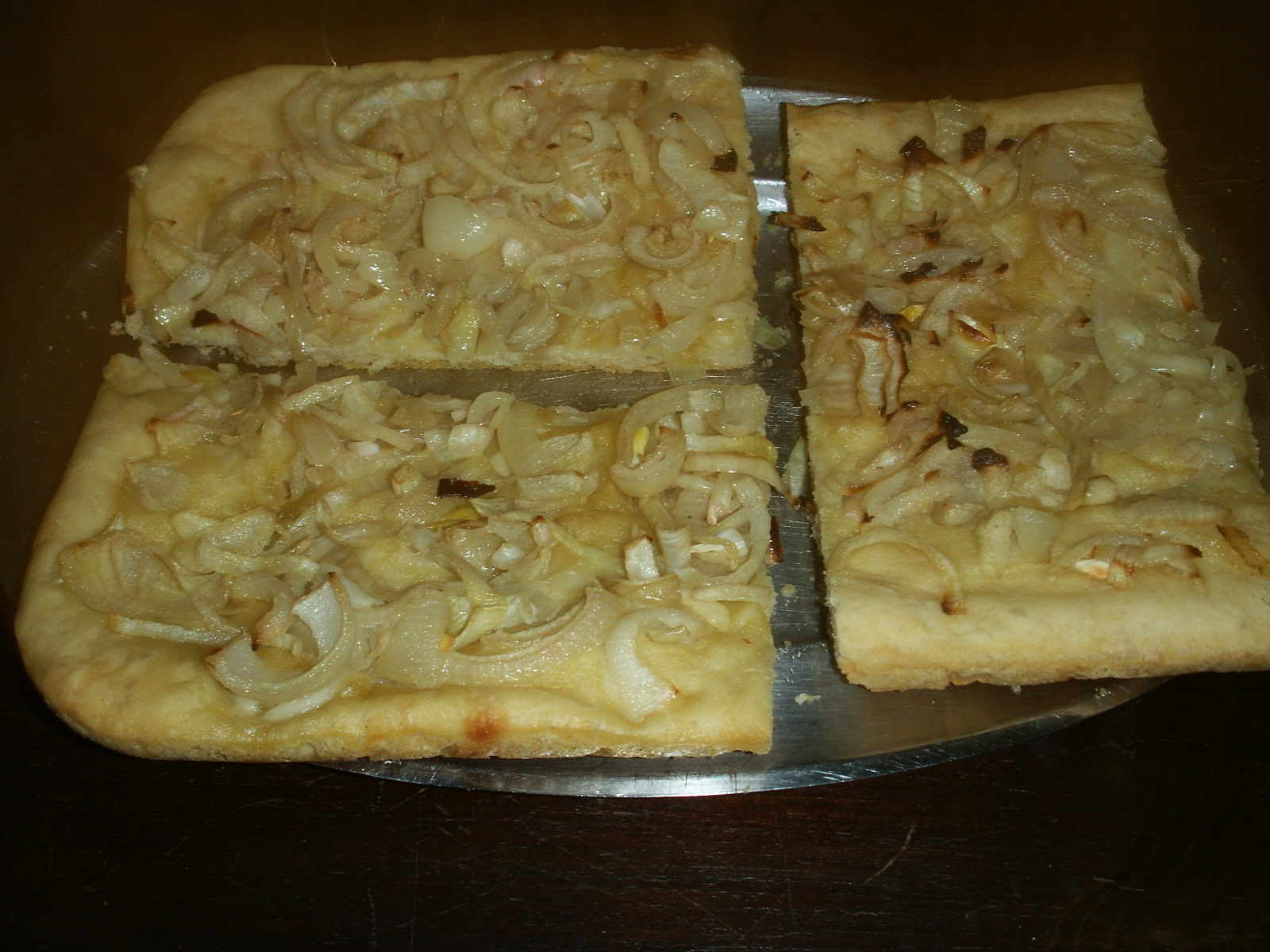
Focaccia s cibulí
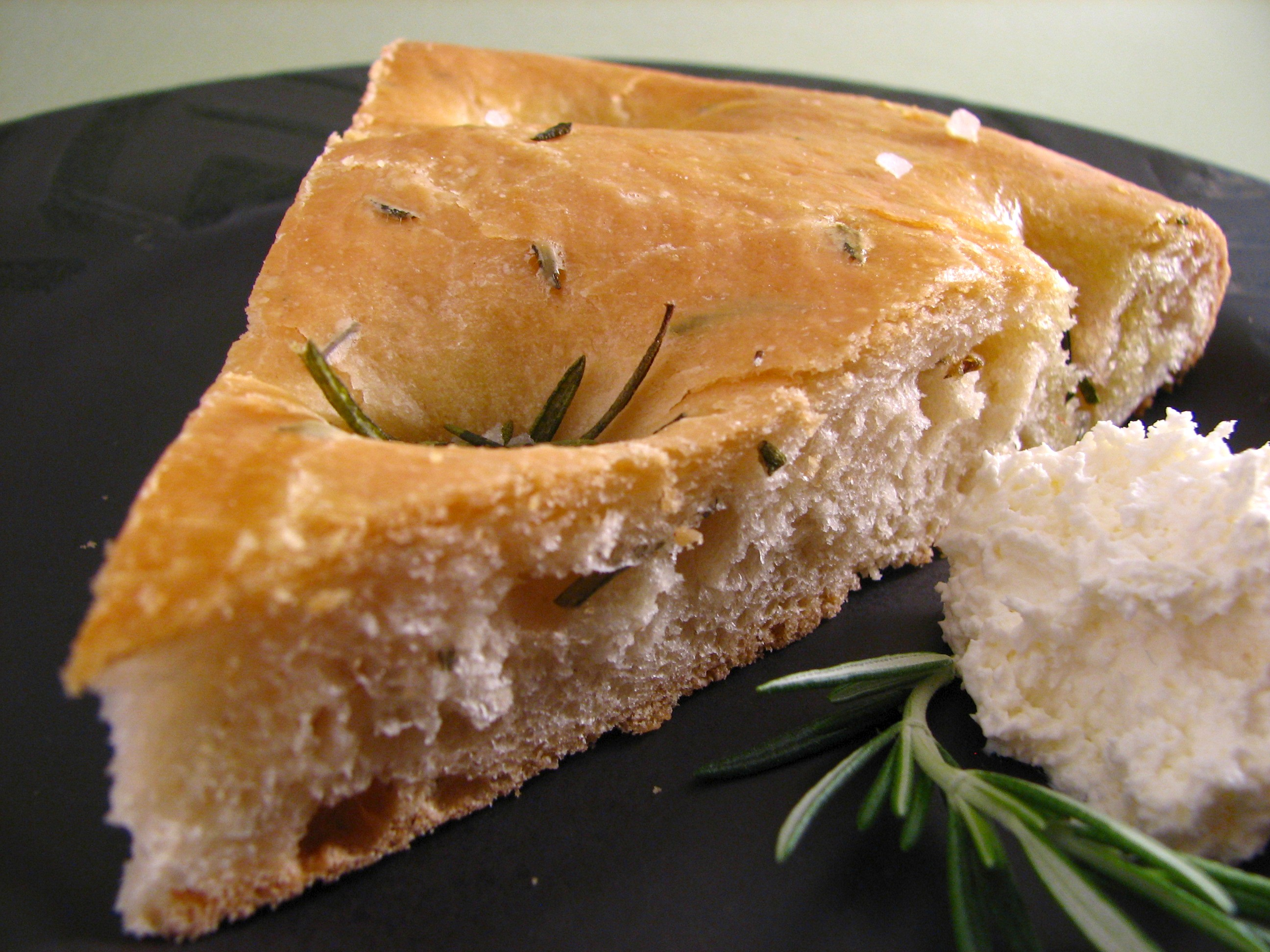
S rozmarýnem
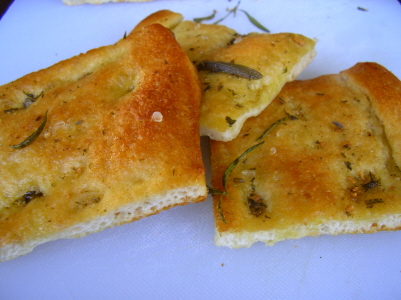
S rozmarýnem a hrubou solí
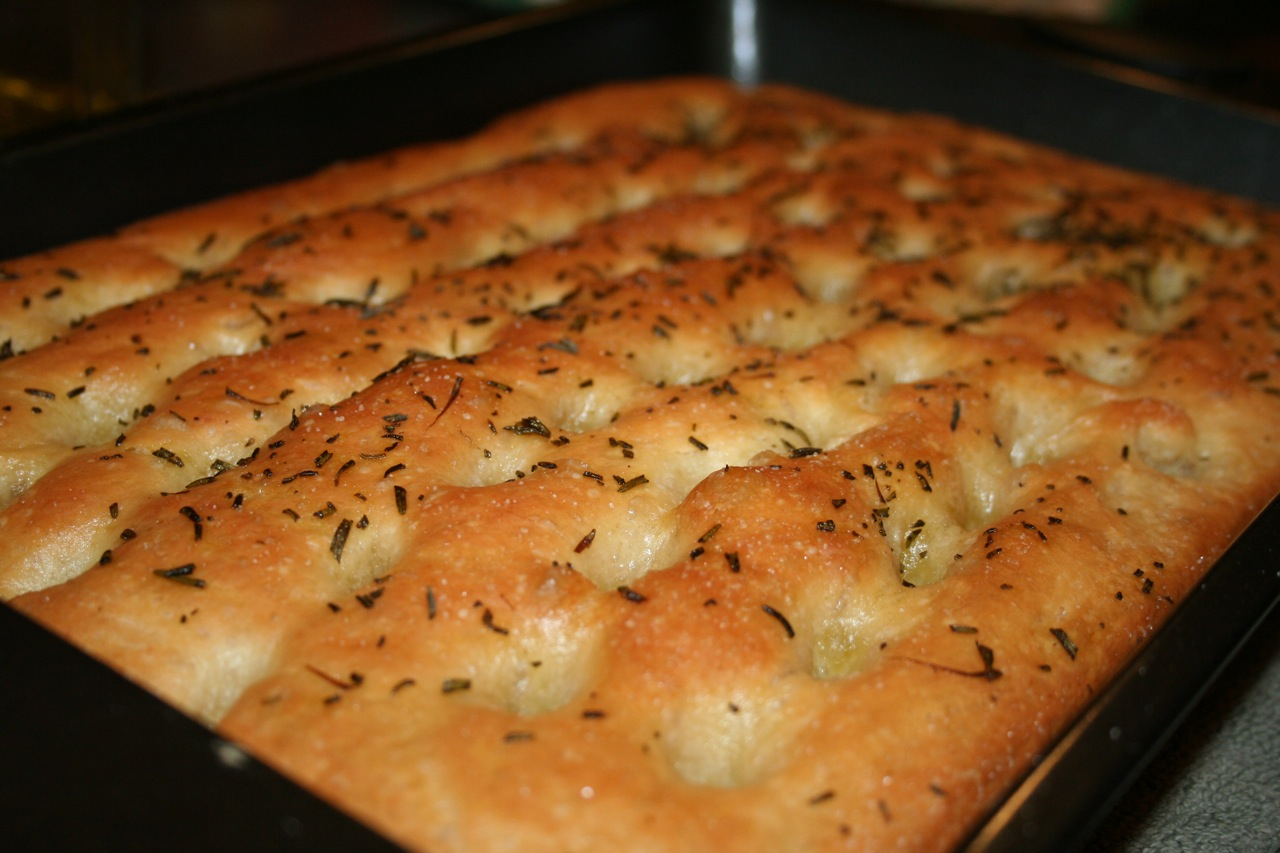
S rozmarýnem
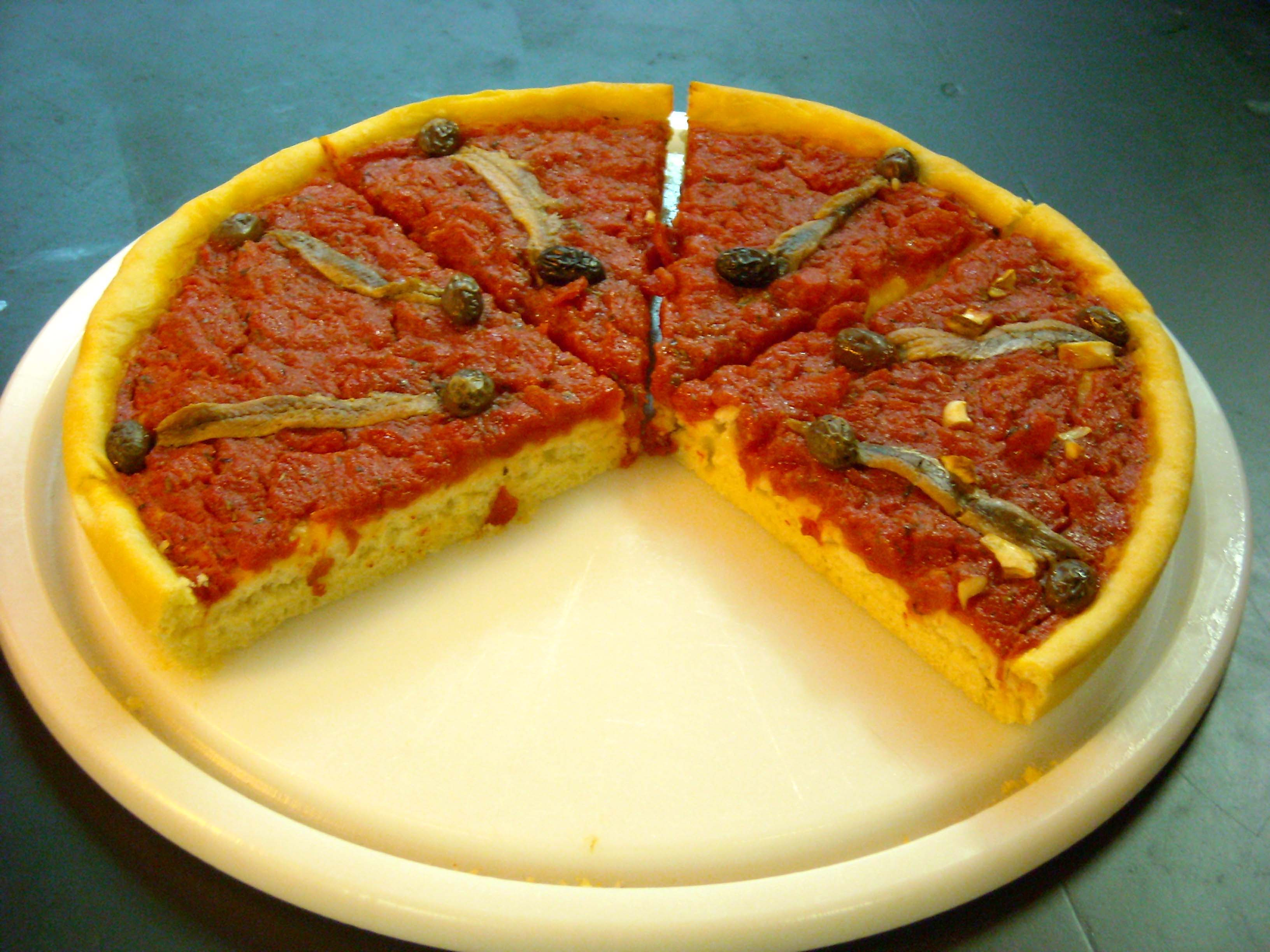
Piscialandrea z provincie Imperia
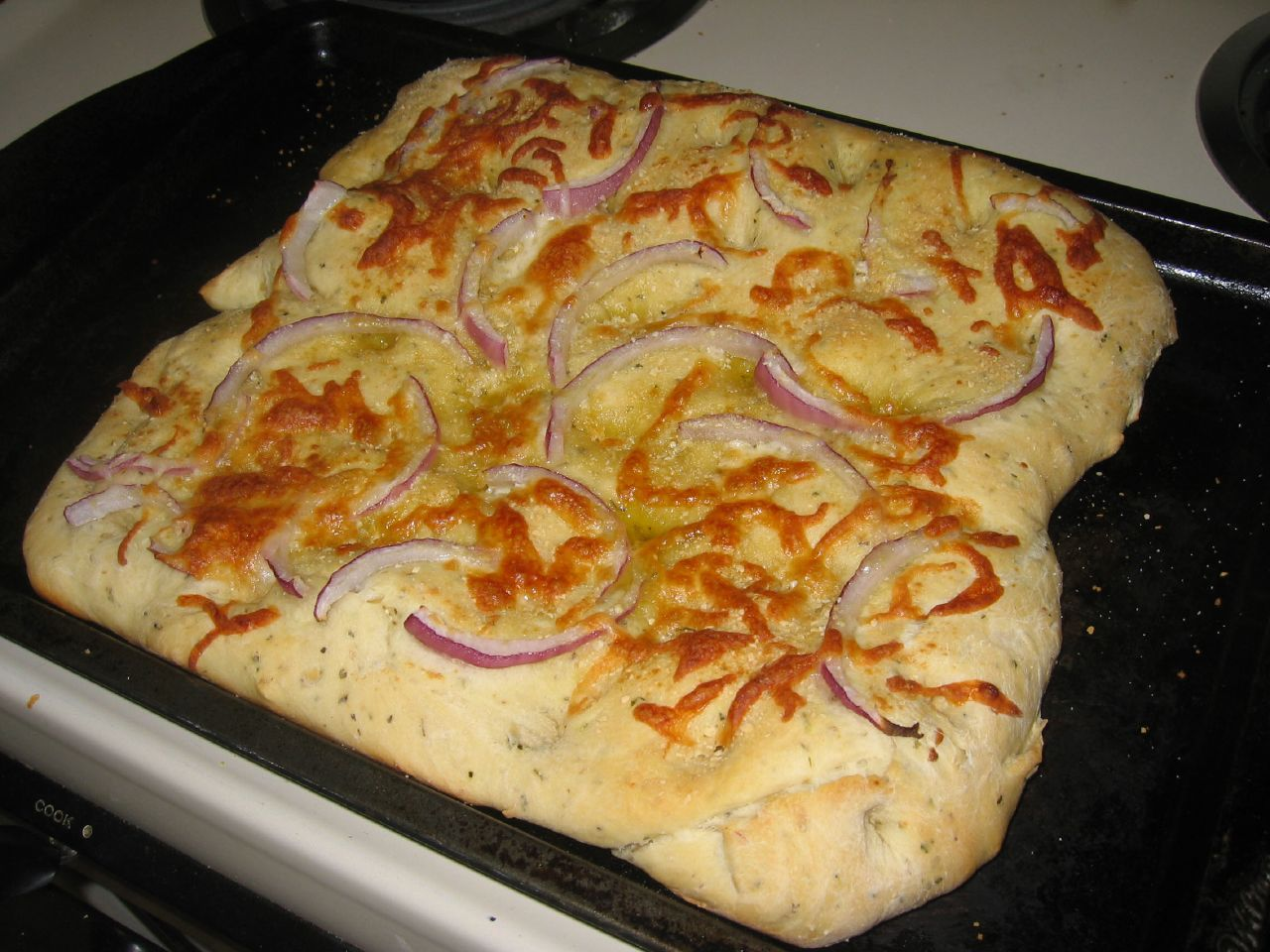
S cibulí a sýrem
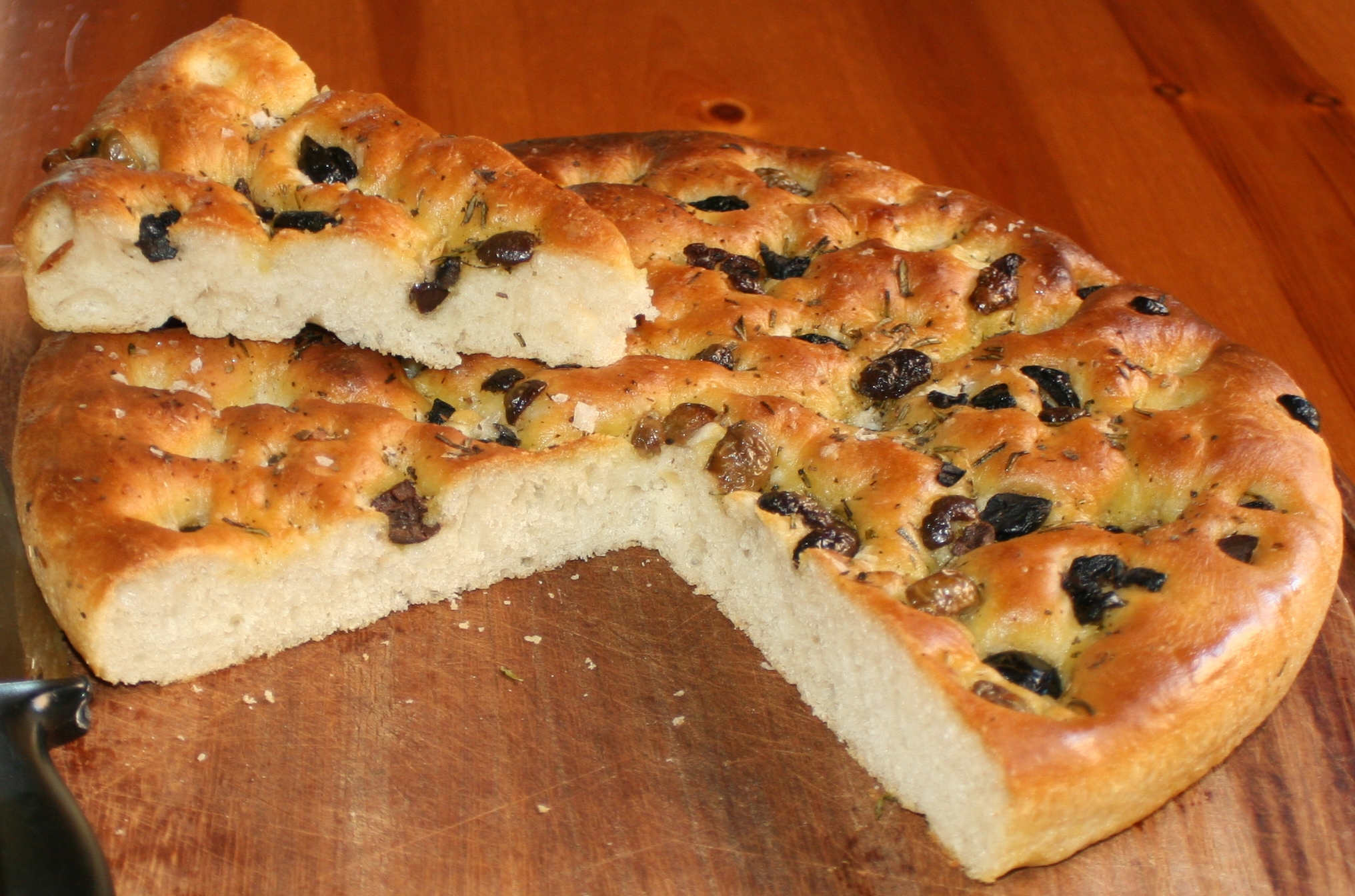
S bylinami a černými olivami
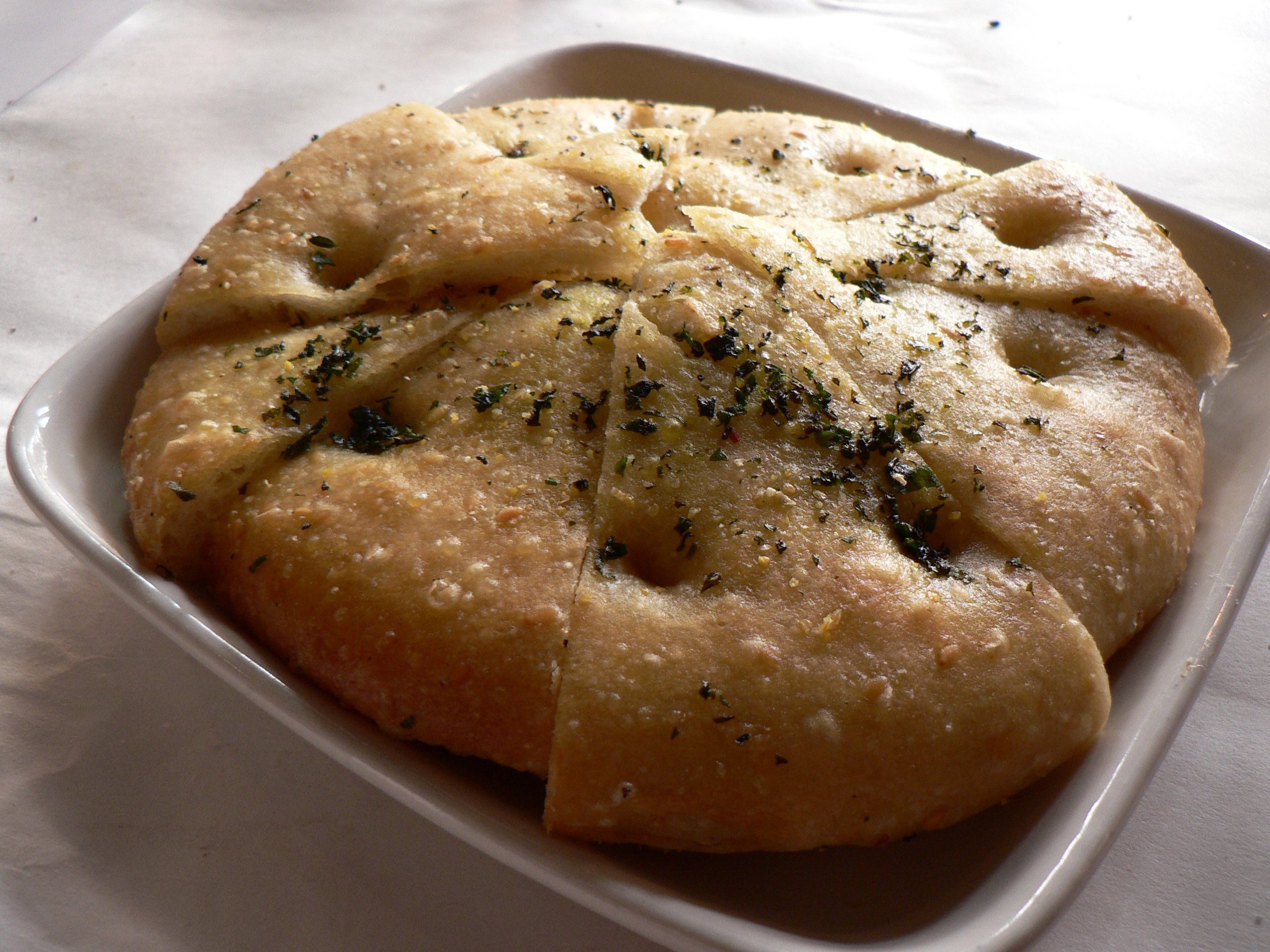
Focaccia s bylinami
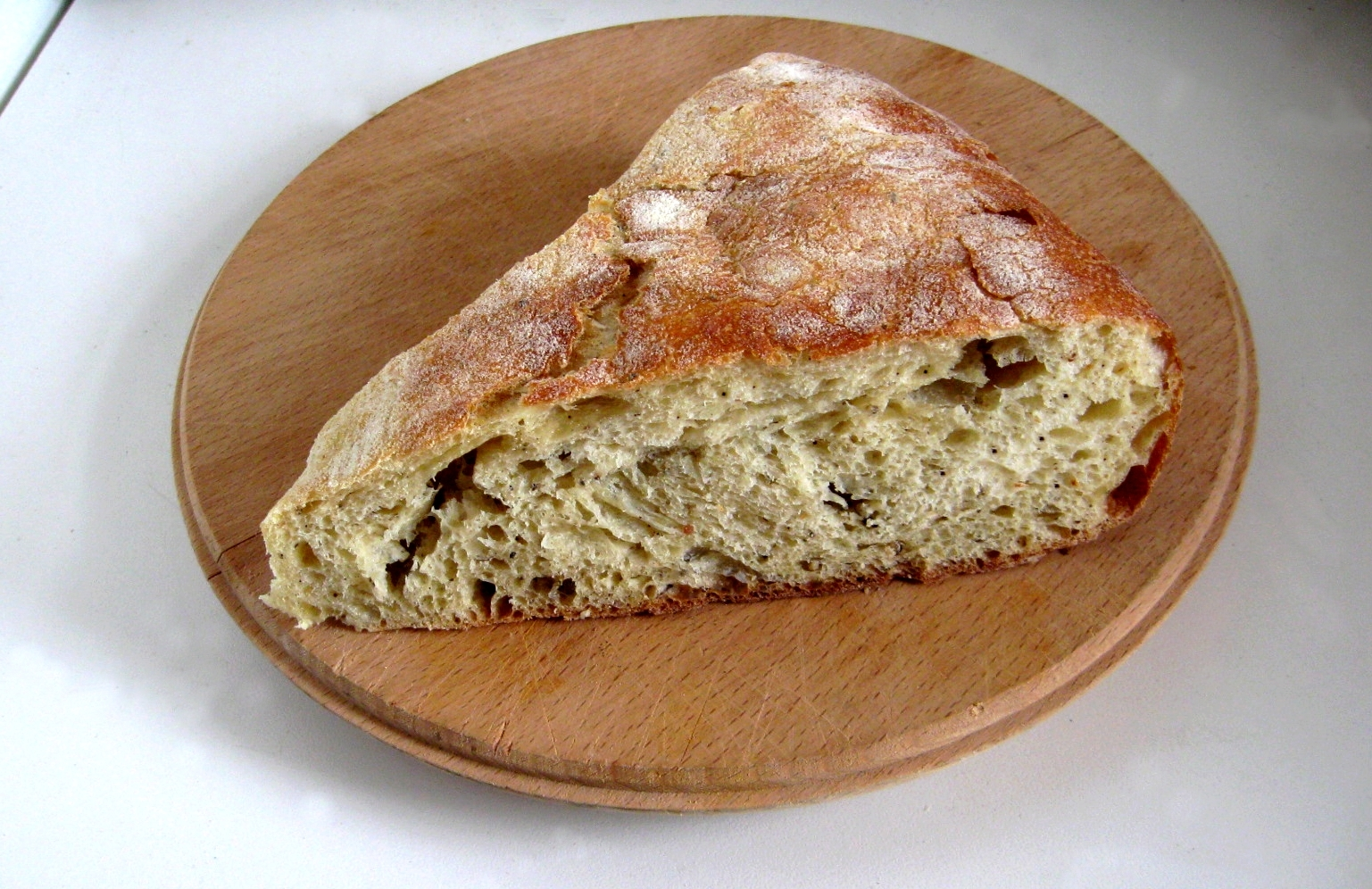
Strazzata z Basilicaty
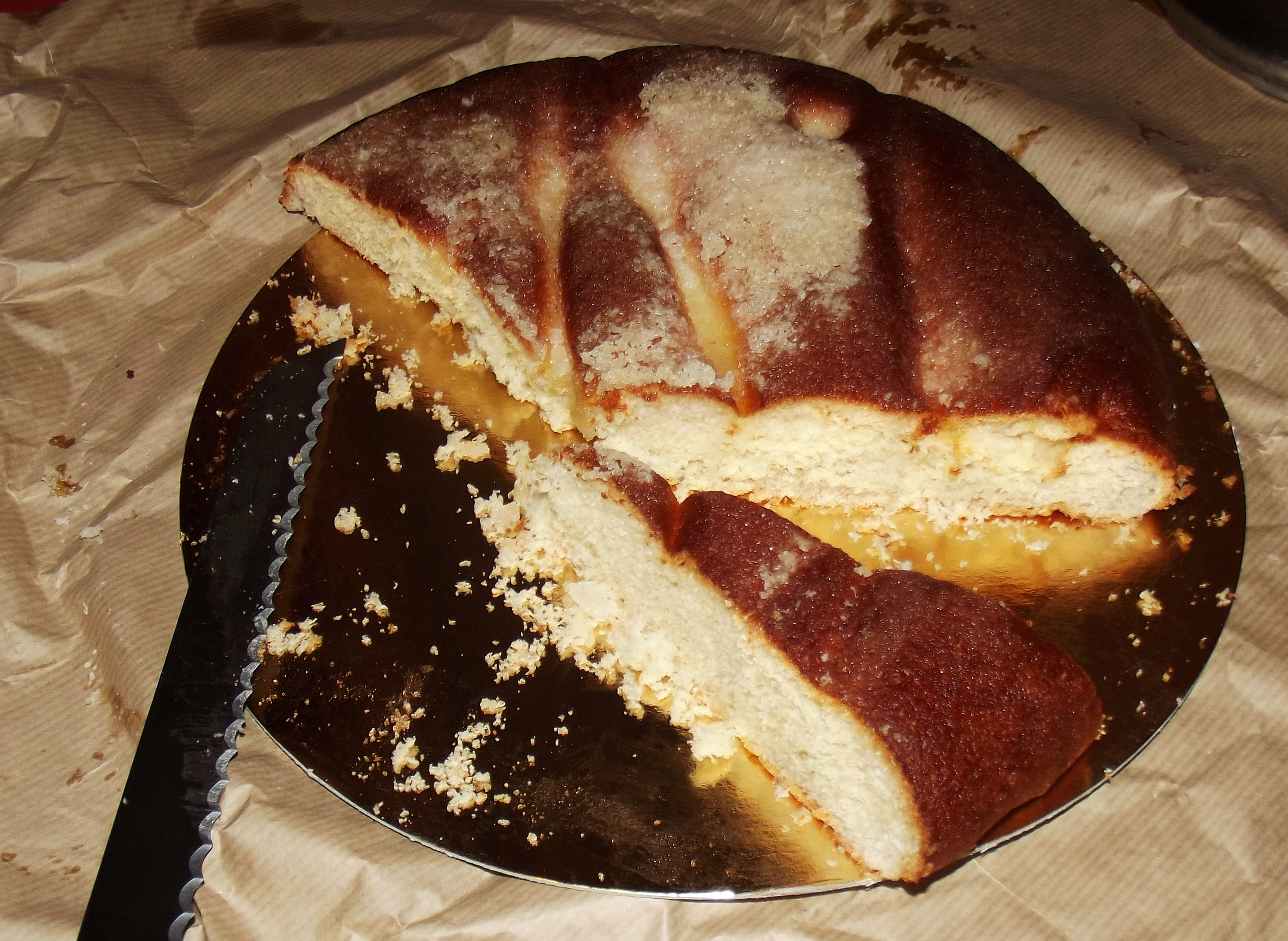
Focaccia di Susa